# Stemorrhages
Stemorrhages és un gènere d'arnes de la família Crambidae descrit per Julius Lederer el 1863. Els membres del gènere Palpita poden ser molt semblants.

## Taxonomia
- Stemorrhages amphitritalis (Guenée, 1854)
- Stemorrhages euthalassa (Meyrick, 1934)
- Stemorrhages exaula (Meyrick, 1888)
- Stemorrhages marthesiusalis (Walker, 1859)
- Stemorrhages oceanitis (Meyrick, 1886)
- Stemorrhages sericea (Drury, 1773)
- Stemorrhages thetydalis (Guenée, 1854)
- Stemorrhages titanicalis (Hampson, 1918)

## Espècies antigues
- Stemorrhages costata (Fabricius, 1794)